# Vincent Malone
Vincent Malone (ur. 11 września 1931 w Liverpoolu, zm. 18 maja 2020 tamże) – brytyjski duchowny rzymskokatolicki, w latach 1989–2006 biskup pomocniczy Liverpoolu.

## Życiorys
Święcenia kapłańskie przyjął 18 września 1955 w swojej rodzinnej archidiecezji Liverpoolu. 13 maja 1989 papież Jan Paweł II mianował go biskupem pomocniczym archidiecezji ze stolicą tytularną Abora. Sakry udzielił mu 3 lipca 1989 Derek Worlock, ówczesny arcybiskup metropolita Liverpoolu. We wrześniu 2006 osiągnął biskupi wiek emerytalny (75 lat) i nieco ponad miesiąc później, 26 października 2006, opuścił swoje stanowisko i został biskupem seniorem archidiecezji. Jednocześnie decyzją arcybiskupa Patricka Kelly’ego pozostawał jednym z wikariuszy generalnych archidiecezji.
Zmarł 18 maja 2020, chorował COVID-19.